# 赵村镇 (兴平市)
赵村镇，是中华人民共和国陕西省咸陽市兴平市下辖的一个乡镇级行政单位。

## 行政区划
赵村镇下辖以下地区：
赵官村、西温坊村、界庄村、桑园村、宋村、小田村、晁庄村、址坊头村、徐王村、丰乐村、前进村、赵南村和赵北村。